# 五帝座四
五帝座四，又名獅子座95、BD+16 2319、HD 103578、SAO 99869、HR 4564，是獅子座的一颗恒星，视星等为5.53，位于銀經251.67，銀緯72.7，其B1900.0坐标为赤經11h 50m 31.9s，赤緯+16° 72.7′ 12″。